# フーシギくん
『フーシギくん』は水木しげるによる日本の漫画作品、および同作に登場する主人公の名前。

## 概要
超能力を持った「フーシギくん」が妖怪を相手に活躍する児童向けの作品。
『テレビマガジン』（講談社）1974年8月号から12月号まで漫画作品が全5回、その後「フーシギくん 妖怪ものしり教室」が1975年3月まで連載された。また、並行して『たのしい幼稚園』でも1974年9月号から12月号まで連載。基本は2コマ漫画で10月号のみストーリー漫画が掲載された。なお、アニメ化の企画も進んでいたと言われるが実現には至らなかった。
本作は水木の家族に好評な作品だったようで、特に水木の妻・布枝は「フーシギくんの歌」を作り、よく家族で歌っていたという。また、フーシギくんのヴィジュアルは水木の長女・尚子の意見を取り入れて決定したと言われる。
単行本は長年に渡り出ていなかったが、1999年に文藝春秋、2010年に徳間書店から刊行された。それぞれ『おばけのムーラちゃん』が併録されているが、『フーシギくん』の『たのしい幼稚園』掲載分が未収録となっている。
その後、2014年刊行の『水木しげる漫画大全集　フーシギくん他』にて初めて完全収録された。
2017年には水木しげるロードに「フーシギくん」のブロンズ像が設置された。

## 主な登場キャラクター

### フーシギくんと仲間たち
フーシギくん
日本の超能力者の元祖・役の行者三十代目にあたる。手足を自由に伸ばす事ができる。
めがねじじい
役家に代々仕える家老。
前鬼
めがねじじいのお供。姿は水木画の呼子に似る。
後鬼
めがねじじいのお供。姿は水木画の死神に似る。

### 敵妖怪
ドラキュラ
妖怪を使い悪事を働く。
おおかみ男
ドラキュラの仲間。
かみきり
ドラキュラの仲間。
なまず大明神
人間にロボット病を流行らせる。
テレビお化け
テレビ放送の画像に割り込むことで妨害し人間を困らせる。姿は水木画の妖怪「歯痛殿下」に似ており、水木の読切作品「赤八」にも似た役回りで歯痛殿下が登場する。
悪魔
昔地下に封じられていたものをかみきりが呼び出した。実体はなく、他者に取り付いて操る。
手洗い鬼
びんの中に七百年入れられていた。
地下の王
地下都市をつくるため地上のビルを盗む。怪力を誇る巨人だが、被っている王冠を奪われると力が弱まる。
地下人
地下の王の部下達。ワニの様な顔をしている。ドラキュラの説明によると巨人族のはずだが、王以外の大きさは人間と大差ない。

## 書誌情報
- 『フーシギくん／おばけのムーラちゃん』 文藝春秋〈水木しげる特選怪異譚〉、1999年10月、ISBN 4-16-099921-2
- 『フーシギくんとおばけのムーラちゃん』 徳間書店〈トクマコミックス〉、2010年12月、ISBN 978-4-19-780481-8
- 『フーシギくん他』 講談社〈水木しげる漫画大全集〉、2014年1月、ISBN 978-4-06-377518-1